# Corticarina cyathigera
Corticarina cyathigera is een keversoort uit de familie schimmelkevers (Latridiidae). De wetenschappelijke naam van de soort werd in 1990 gepubliceerd door Wolfgang H. Rücker.